# Bohdalín
Bohdalín (en allemand : Bochdalin) est une commune du district de Pelhřimov, dans la région de Vysočina, en République tchèque. Sa population s'élevait à 172 habitants en 2020.

## Géographie
Bohdalín se trouve à 21 km au sud-ouest de Pelhřimov, à 43 km à l'ouest-sud-ouest de Jihlava et à 96 km au sud-est de Prague.
La commune est limitée par Černovice au nord, par Těmice et Včelnička à l'est, par Vlčetínec au sud et par Mnich au sud-ouest et à l'ouest.

## Histoire
La première mention écrite du village date de 1379.

## Transports
Par la route, Bohdalín se trouve à 24,5 km de Pelhřimov, à 50 km de Jihlava et à 123 km de Prague.